# گرکان علیا
گرکان علیا، روستایی از توابع بخش مرکزی شهرستان سلسله در استان لرستان ایران است.

## جمعیت
این روستا در دهستان یوسف وند قرار دارد و براساس سرشماری مرکز آمار ایران در سال ۱۳۸۵، جمعیت آن ۳۰۴ نفر (۷۳خانوار) بوده‌است.
گرکان از جمله روستاهای دیدنی و زیبای سلسله است که مشمول رودخانه ها و باغ های سرسبز است و در نزدیکی سراب کهمان و رشته کوه گرین قرار دارد.